# Cylindromyia propusilla
Cylindromyia propusilla là một loài ruồi trong họ Tachinidae.